# Bakonybatrachus
A Bakonybatrachus a Discoglossidae békák egy kihalt neme, amely a Bakony hegységből került elő.
Bakonybatrachus holotípusához az MTM  V 2010.283.1, jól megőrzött jobb ilium és néhány hozzá kapcsolódó izolált csont, köztük az MTM V 2009.34.1, jobb maxilla, MTM V 2008.31.1, bal oldali angulospenialis és MTM V 2008.30.1., bal lapocka tartozik. Valamennyi példányt az iharkúti lelőhelyen gyűjtötték össze a Bakony hegységben található Csehbánya formációból. Az ilium azt sugallja, hogy Bakonybatrachus jó ugró és úszó lehetett.
A Bakonybatrachust Szentesi Zoltán és Venczel Márton nevezte el 2012-ben, a típusfaj pedig a Bakonybatrachus fedori. A nem neve a Bakony hegységből származik, ahol a példányokat megtalálták, és a görög batrachus, „béka” jelentésű szóból ered.

## Fordítás
Ez a szócikk részben vagy egészben  a   Bakonybatrachus című angol Wikipédia-szócikk ezen változatának fordításán alapul.  Az eredeti cikk szerkesztőit annak laptörténete sorolja fel. Ez a jelzés csupán a megfogalmazás eredetét és a szerzői jogokat jelzi, nem szolgál a cikkben szereplő információk forrásmegjelöléseként.